# Dary Dasuda
Dary Dasuda (* 20. Jahrhundert) ist ein ehemaliger nigrischer Boxer. Er ist der zweite Sportler seines Landes, der an den Olympischen Spielen teilnahm.
Bei den Olympischen Sommerspielen 1968 in Mexiko-Stadt verlor er seinen einzigen Kampf im Bantamgewichtsturnier gegen Sulley Shittu aus Ghana 1:4.